# INRI (album)
INRI è il secondo album in studio del gruppo musicale statunitense Psyclon Nine, pubblicato nel 2005.

## Tracce
1. INRI – 6:11
2. Behind a Serrated Grin – 4:51
3. The Feeding – 4:09
4. Lamb of God – 5:06
5. Hymn to the Angels' Descent – 4:37
6. Rape This World – 4:34
7. The Feeble Mind – 4:43
8. Requiem for the Christian Era – 3:16
9. Faith: Disease – 4:36
10. Harlot – 5:05
11. The Unfortunate – 2:50
12. Nothing Left – 6:17
13. You Know What You Are (Ministry cover) – 4:17

## Formazione
- Nero Bellum - voce, chitarra
- Josef Heresy - sintetizzatore
- Eric Gottesman - basso
- Marisa Lenhardt - batteria